# ایدلو (تگزاس)
ایدلو، تگزاس(به انگلیسی: Idalou, Texas) شهری در ایالت تگزاس از ایالات جنوبی ایالات متحده آمریکا است. در سرشماری سال ۲۰۰۰، جمعیت این شهر ۲۱۵۷ نفر اعلام شد.

## جستارهای ویژه
- فهرست شهرهای تگزاس